# 死神與巧克力百匯
《死神與巧克力百匯》（死神とチョコレート・パフェ）是花凰神也創作的輕小說與同名改編漫畫。

## 簡介
2006年富士見Fantasia文庫出版的輕小說。插畫為夜野みるら。第18屆富士見Fantasia長篇小說大獎的準入選作品、作者的出道作。在2006年11月號，以第18屆富士見Fantasia長篇小說大獎的名義刊登短篇。
在上有漫畫版連載。
被作者和工作人員簡稱為「死巧克（死にチョコ）」。

## 作品概要
除了對金錢相當吝嗇以外十分普通的高二生天倉神名，在領到打工薪水後高高興興回家的途中，被天上掉下來的謎之物體擊中腦門。在意識朦朧中，耳邊似乎聽見少女的聲音，並漸漸失去意識。
隔天在差點遲到的上學路上，遇見了一名於路邊哭泣的少女，為了全勤獎，神名企圖無視她的存在。沒想到少女使勁拉住了他，並告訴他正在搜只索一名稱做「天倉神名」的少年。神名覺得有問題，留下一句「不知道」便前往學校。
接下來有如公式發展一般，這名少女轉入神名的班級。名為凪（なぎ）的少女，自稱為「死神」，由於神名昨天在昨天的意外時應當死亡卻意外存活，為了回收靈魂（另神名死亡）而來到現世。
如果任務失敗，將會被上司的死天使長變成巧克力冰淇淋，不管如何都得完成任務。
不想被奪去靈魂而持續逃亡的神名，與喜歡冰淇淋卻不想親身體驗的凪，兩人之間的鬧劇自此展開。

## 登場人物
凪
第13死天使機關所屬死神。為了回收神名偏離「靈魂輪迴」的靈魂，被派遣到人間。
褐色頭髮，用粉紅色緞帶束成雙馬尾。鬢角旁的頭髮也相當長，自然的向下垂。瞳孔也是褐色。
轉學到神名就讀的班上，還為了更容易回收神名的靈魂而坐在神名後方。
由於在學校沒有姓氏會很困擾，使用「風流 凪（ふうりゅう なぎ）」這個名字。
最喜歡巧克力冰淇淋，連續吃三份也無所謂。無意間說出「好想變成巧克力冰淇淋」被伊莉絲聽見，伊莉絲訂出了條件：任務失敗時會被變成巧克力冰淇淋。
還算擅長料理，成品外觀看起來好像很美味；實際上因為味覺相當異常，本人覺得好吃的料理，在除了神名以外的人眼裡都是會令人昏倒般難吃。神名以外的男同學、沙良、沙耶架都曾經因此昏倒；但對神名兩人而言，認為「這是大人的口味，對佑司和沙耶架來說還嫌太早」。
本人和神名相反，是在命不該絕時死亡。從前神名的青梅竹馬、五年前事故身亡的小川千夏的靈魂靠著神名的力量逆轉靈魂輪迴，從死天使回復到人類時，取回了失去的記憶。
因為高中生的少年少女兩人居住在一個屋簷下相當不檢點，暫時在和神名吵架時暫住的沙良家吃閒飯。不過為了向當初收留她的神名道謝，而替他準備三餐。
小川 千夏（おがわ ちなつ）
神名青梅竹馬祐司的姊姊，也是神名本人的青梅竹馬。此外，和神名幼時便感情融洽，聽到神名說將來要和她交往時相當高興。
五年前的冬天，在周日的無人工地現場，為了保護不小心碰倒鋼筋的神名和祐司，挺身而出，不幸被鋼筋壓死。之後剩餘的生命以天使的身分繼續渡過，記憶被封印後成為現在的凪。
在千夏時代料理的口味已相當致命。
天倉 神名（あまくら じんな）
普通的高中二年級學生。17歲。
卡其色短髮，頭頂有一束翹起來的頭髮。瞳孔是清澈的橙色。眼睛上吊。
雙親因為父親調職而搬到其他地區，隻身一人留在此地。
因某些原因，相當勉強的存錢，因此對錢相當吝嗇。為了得到學校全勤獎的圖書禮券並轉賣給經常買書的朋友，盡量避免遲到和缺席的行為。
因為對錢相當吝嗇，有「能收下的東西就要收」的信條。
在花店「LUNES PARTERRE」打工。
能夠讀取空氣流動，擅長空間掌握能力。
味覺異常，凪的料理吃了還覺得非常美味。
平常騎著日幣7500元的便宜腳踏車上學。
個性討厭放棄，不用說抵抗凪回收靈魂，連死天使長伊莉絲都勇於向其挑戰。
和伊莉絲戰鬥勝利後，異常靈魂的狀態受到默認，作為交換條件，必須以死神的身分完成伊莉絲的麻煩任務（而且失敗時同樣會被變成巧克力冰淇淋）。
貝爾‧菲奈爾（ベル・フィナル）
和凪定契約的死神之鎌。平時為具有黃色圓環的白色蛋狀物。
能夠依照凪的想法改變形狀，不過不知為何總是成為鏟子或湯匙，只有在與神名一同對抗伊莉絲的時候變為真正的鐮刀。
鏟子的狀態能夠挖出他人的記憶，湯匙的形狀可以混亂對方的心思，小刀的形狀能夠斬斷一切事物，變成不同狀態有不同的能力。
實際上是史上最強的鐮刀「法爾里貝（ヴァールリーベ）」的半身，負責「魂」。
由於負責魂，能夠說話並且以具備的知識幫助凪。時常煩惱說話沒人注意聽。
雖然不吃東西，卻能感覺到接觸到的人的味覺。
有被神名丟進河裡、泡進熱味噌湯中的經驗。
凪稱呼它為「小貝」。
契約主凪回復為人類後，依然被當成奴隸對待。
比起胡亂使用的凪，對溫柔的將它擦拭乾淨的沙良抱持好感。
艾卡爾拉特（エカルラート）
死神之鎌。某個晚上從天上掉下來打中神名的頭。之後和神名建立契約。是「法爾里貝」的另一半，但是並不會說話（是否有意識不明）。
平常為黑色蛋狀。包含不可思議的力量，和花盆擺在一起的話，能夠促進植物生長。因此平常把它半埋在仙人掌的花盆裡（對另一半貝爾而言似乎是相當大的侮辱）。此外，神名曾考慮過拿來壓鹹菜，卻因重量不足作罷。
能夠依照神名的想法變形。大部分變形為叉子，能夠刺住空間封住敵人行動。此外，變成耳挖能夠清除各種污垢，變成針筒能夠吸取死亡的命運。
只有在與凪一同對抗伊莉絲，與認真挑戰伏而爾時，變化成鐮刀形狀。
因為本名很長，被神名等人簡稱為「艾卡爾」。
小川 祐司（おがわ ゆうじ）
神名青梅竹馬的好友、同班同學。
童顏的可愛美少年。幾乎在任何時間都掛著溫柔的笑容。不過相當天然呆並且很容易誤會，認為神名和凪在交往，經常替他們加油。
座右銘為「神出鬼沒」，經常突然憑空出現。
味覺正常，吃了凪的料理幾口就會昏迷。
並不知道凪是死去的姐姐千夏的靈魂。
芹澤 沙良（せりざわ さら）
神名就讀班級的班長。
深綠色短髮。瞳孔為藍色。雖然是美人但表情變化相當貧乏。
相當優秀的學生。受到教師的信任，代理總是遲到的斑導參加早上的教職員會議。
擁有和外表不相襯的力量，能夠輕鬆搬運裝滿書籍的箱子，用力捶桌子會凹陷下去，因此成為無法反抗的人物。
第三集主角。兩年前碰到伊莉絲不小心掉到地上的死神之鎌且記憶未被消除，加上與神名和凪熟識而受到影響，靈魂變得不安定。
力氣非常大，是因為碰到伊莉絲的鐮刀。
平時個性溫和，生氣起來非常恐怖，連身經百戰的萊爾和葛利姆都因為這股壓力而說不出話。
儘管貝爾不斷阻止，還是喝了一口凪的味噌湯後失去意識。凪認為是伏而爾在味噌湯裡面下毒。
從神名處得知凪是千夏的靈魂。
深瀨 沙耶架（ふかせ さやか）
神名就讀學校的副學生會長。參加劍道社。就讀二年二班。
青紫色長髮，沒有特別綁束起來。瞳孔的顏色為紫色。
私底下是大企業的社長千金。具有經營的才能，經營權已經掌握半數以上。非常忙碌，連學校的空閒時間都在處理企業的工作。將來的目標是讓企業成長到世界規模，讓「深瀨集團」世界知名，自己則站在集團頂端。第二集主角。理應在交通事故死亡卻只受到輕傷，變成了「異常靈魂」，神名和凪奉命回收她的靈魂。
中餐都在學校餐廳吃，卻不是一般菜單；而是專屬廚師特製，裝在銀色餐具中，一餐日幣一萬五千元的高級料理。
試吃凪的便當時，只吃了一塊生薑燒豬肉便陷入混亂狀態；為了消除味道而吃了香腸，受到更強大的刺激而昏倒。
通常和千金小姐一般坐轎車上下學。不過突發奇想或放學後和朋友有約時，會騎一台100萬的30段變速越野腳踏車上學。
在得知神名存錢的原因，以及千草悲傷的記憶時，能夠像普通高中生少女一般安慰他們。
知道凪的靈魂是死去的小川千夏。
第二集最後，對幫助她讓靈魂得以不必被回收、也不會再被其他死神攻擊的神名抱持著淡淡的好感。
伊莉絲（イリス）
死天使長。第13死天使機關的負責人，所有死神的頂點。凪的直屬上司。
淡黃色短髮，不過左右耳兩旁的頭髮延伸到胸口的長度。瞳孔為青色。長相秀麗的美人。和一般的白衣死神相對，穿著表示死天使長的黑衣。
能力非常優秀，捕獲許多異常靈魂，以非常年輕的年紀當上死天使長。
不容許不下失敗，思考相當個性化。對凪作出「任務失敗，就會被變成巧克力冰淇淋」的指示。此外，伏而爾的失敗，懲罰是變成蟑螂。
用任務的名義把工作塞給神名和凪，最後以自己的功勞報告上級，令人相當困擾。
不講理的行動很多，因而私底下被部下稱呼為「鬼」。節分晚上來到神名家時，突然被神名以驅鬼的行動丟豆子。
愛用的鐮刀為「布魯摩爾」，具有閃耀著蒼色光澤的兩枚刀刃。布魯摩爾威力強大，但在與神名和凪作戰時被法爾里貝的原本樣貌破壞，送去修理後恢復原狀。
喜歡咖啡，特別喜歡耶加雪菲。特地自己帶咖啡豆到天倉家，叫神名泡咖啡。
伏而爾（フルール）
原死神。自稱從前的天使長「迪斯（ディス）」的靈魂，但並非事實。
約一年前成為死神，之後任務失敗，被伊莉絲變成蟑螂。
任務失敗的原因是因為寵愛的九官鳥誤食蟑螂而瀕臨死亡，為了照顧牠而將任務忘個精光。
雖然九官鳥恢復元氣，但教牠說伊莉絲壞話的事實卻因此暴露。本人雖然希望被變成九官鳥，卻被變成了蟑螂。
變成蟑螂後，一接近心愛的九官鳥便會受到鳥喙攻擊，只好哭著和牠告別，對伊莉絲的憎恨也更加深一層。
得知受封印的法爾里貝要被移送的消息後，在命令書上動手腳，改成由新手死神凪負責，並潛伏在途中襲擊、解除封印。
儘管無法得知是否真的是迪斯的靈魂，至少擁有能夠解開法爾里貝的力量。
出乎意料的，法爾里貝和凪訂定契約，為了奪取傳說之鎌而不斷的纏著凪。
伊莉絲得知其為奪取法爾里貝的真凶後，再次把他變身為跳蚤後噴灑大量殺蟲劑，本應死亡而進入下次輪迴，卻在千鈞一髮之際躲入地下而存活下來。
不管是蟑螂或跳蚤，動作都異常迅速。擅長操縱火燄。
伊莉絲把意外將鐮刀掉落地面的事件嫁禍到他身上。此外，凪也將沙良喝了味噌湯後昏倒的原因歸咎為被他下毒。
萊爾
傭兵，葛利姆的夥伴。受到深瀨家的恩情照顧，被沙耶架呼叫時儘管再外國也立刻動身前往。
左眼戴著眼罩，右眼視線異常敏銳。
任職沙耶架的護衛，破壞了學校好幾個門。
口氣輕佻，常常被沙耶架指正。
第二集最後，應沙耶架要求，留在日本做警衛。給予數度交戰的神名高評價，邀請他一同加入警衛的行列（不過也有「只要教會如何使用槍，馬上可以送去前線」般的危險發言）。
葛利姆（ガリム）
傭兵，萊爾的夥伴。受到深瀨家的恩情照顧，被沙耶架呼叫時儘管再外國也立刻動身前往。
臉型方方正正，留有很大的傷痕，但看起來相當忠誠。
拿哭泣的女孩子沒輒。輸給對肚子餓還吃不到巧克力冰淇淋而啜泣的凪，甚至還買衣服送她。
第二集最後，和萊爾一同應沙耶架要求，留在日本做警衛。
安部
沙耶架公司的社員。名字不明。
相當優秀的輔佐人員。最受沙耶架信賴，擔任其秘書。
誤會神名是沙耶架的戀人後補。
如月 達也（きさらぎ たつや）
神名打工花店的小開，20歲，高中畢業後在自己家裡的花店就職。
擅長格鬥技，教神名格鬥技順便打發時間。
白野
綾月第一高中二年一班的導師。神名和凪的班導。
容易感冒和睡過頭，幾乎每天早上都遲到，因此早上的教職員會議和班會都是沙良負責。
學生稱呼為「小咪」。
永岡
綾月第一高中負責二年級的學年主任。白髮斑駁，具有些許威嚴的男性教師。
在每天都代替白野的沙良面前抬不起頭來。

## 舞台
天倉家
位於綾月市蒼川町（あやつきし・あおかわちょう）住宅區中的普通房屋。神名獨自一人居住於此。原本和雙親同住，具備能夠容納一個家族的空間與設備。
綾月第一高中
神名和祐司就讀的學校。凪在後來轉入。
神名和凪就讀二年一班。
凪和神名這一對經常引起騷動，漸漸成為校內有名的配對。
福利社中有賣巧克力冰淇淋三明治。不但稀有，還有包含很多香蕉、草莓的版本，受到凪的喜愛。
也有學生餐廳，採用食券制。定食360圓，神名愛吃的輕食組合為270圓。
整學期沒有遲到、缺席可以得到全勤獎，獎品是圖書禮券。此外，連續一年以上得到全勤獎，獎金會增加。
距離天倉家約騎腳踏車20分的距離。正門前有長距離上坡，是上學時的難關。
LUNES PARTERRE
和天倉家同一條街上的花店。整條街唯一一間花店。
打工店員只有神名一人。
沙良和沙耶架式常客。特別是沙耶架經常大量購買，是非常重要的客人。
有泡草本茶請買花的客人享用。
深瀨家
沙耶架的住家。距離蒼川町車站兩站，綾月市中心的企業大樓頂端，包括從48樓往上好幾樓。
無法從一樓直接到達，必須坐電梯到47樓，然後換乘專用電梯或走樓梯。
48樓的玄關有神名房間的四倍大，吊著豪華的水晶燈。

## 設定
靈魂輪迴
在本作世界中，死亡的生物靈魂會重新誕生為另一個生命，被稱為「靈魂輪迴」。
所有生物的死亡時機都是命中注定。在時機到達前死亡、時機到卻未死亡，以及和預定的死亡方式不同，都會變成「異常靈魂」而脫離靈魂輪迴。
異常靈魂的問題必須儘快解決，特別是本應死亡的情況，會派遣死神進行靈魂回收。
通常靈魂輪迴的方向和時間前進的方向相同。但使用艾卡爾拉特的鑽子型態可以將其逆轉。
異常靈魂（Soul Irregular）
「應當死亡卻存活」與「命不該絕卻死亡」的人類，會脫離靈魂輪迴。神名的狀況為前者，輪迴逆轉前的凪則為後者。
應當死亡的人類，會被登錄在靈魂管理局的名單上。
為了讓靈魂回歸輪迴，會派遣死神進行靈魂回收。此外，命不該絕的人則會成為天使，渡過到下次輪迴前的時間。
應當死亡的人類靈魂，必須靠死神之鐮回收。除此之外的死因都會造成靈魂無法回歸輪迴的結果。發生這種情形被派遣的死神會被認為是任務失敗，必須接受懲罰。
死神之鐮的靈魂回收是靠鐮刀直接碰觸到生物身體執行（碰到衣服之類的物品不算）。因此，拒絕靈魂回收的情況，絕對不能直接碰到鐮刀。
被死神之鐮回收的靈魂，會直接進入到下次輪迴。就算是生存時間尚未用完的天使，被其他死神回收靈魂，不會等待時間用完而會直接進入下次輪迴。
天使
在陽壽未盡的情況下死亡的人類，會變成天使渡過剩餘時間。
擁有白色翅膀（收放自如），能在天空飛翔，也能自由改變服裝。
翅膀似乎也會因為睡覺姿勢不正而酸痛。
通常在人間的記憶會被消除。姿態也會和處在人間時不同。
禁止干涉人間，死神是唯一的例外。因此，想成為死神的天使相當多，想當上死神實際上相當困難。
為了應付被人類發現的情況，死神能夠消去人類的記憶。
靈魂管理局
負責管理異常靈魂名單。
上班時間為朝九晚五，死神只能在這個時間帶行動。不過一年有一度的「強制加班日」，一口氣解決累積的工作，對象只有基層人員，係長以上下午便開始休息（上司的減壓日）。
法爾里貝
史上最強的死神之鐮。史上最強的死天使長「迪斯」的愛用鐮刀。能夠配合使用者的力量，鐮刀本身也具備強大力量。
一分為二、二位一體的不可思議鐮刀。負責魂的為「貝爾‧菲奈爾」，負責器的為「艾卡爾拉特」。
力量太過強大，因此千年前迪斯進入下次輪迴後被慎重封印，卻被自稱迪斯轉世的伏而爾解除封印，當時接觸到貝爾的凪，與被艾卡爾擊中的神名，各自成為其持有者。
當神名和凪手牽手時，能夠回復到原本的姿態。

## 漫畫版
漫畫版《死神與巧克力百匯》於2007年2月開開始在月刊Dragon Age上連載。作畫為森崎胡桃。
內容和原作小說幾乎相同，但細部設定與角色登場順序有差異。

## 出版一覽
小說版
富士見書房旗下富士見Fantasia文庫出版
第一集初版的封面是特製的雙面封面。
1. （2006年9月25日初版發售） ISBN 4-8291-1856-3
2. 2（2006年11月25日初版發售） ISBN 4-8291-1878-4
3. 3（2007年1月25日初版發售） ISBN 978-4-8291-1891-7

漫畫版
在富士見書房旗下Jr.連載。
1. 第一集（2007年8月9日初版發售）ISBN 978-4-04-712507-0

台灣角川
1. 第一集（2008年3月18日初版發售）ISBN 978-986-174-617-3
2. 第二集（2008年9月25日初版發售）ISBN 978-986-174-804-7

## 外部連結
- Piece Of Love* 小說插畫家公式網站